# I Like to Rock (álbum)
I Like to Rock es un álbum en vivo de la banda de rock canadiense April Wine y fue publicado en 2002. Este disco es una recopilación del álbum en vivo Greatest Hits Live 1997 (también conocido como King Biscuit Flower Hour) que se lanzó en 1997. Fue grabado el 11 de noviembre de 1982 en el Kansas Coliseum en Wichita, Kansas.

## Lista de canciones
Todas las canciones fueron escritas por Myles Goodwyn, excepto donde se indique lo contrario.
1. “21st Century Schizoid Man” - (Robert Fripp, Michael Giles, Greg Lake, Ian McDonald, y Peter Sinfield) - 5:09
2. “Crash and Burn” - 3:47
3. “Enough Is Enough” - 4:23
4. “Just Between You and Me” - 3:44
5. “If You See Kay” (David Freeland) - 4:33
6. “Sign of the Gypsy Queen” - (Lorence Hud) - 6:44
7. “Future Tense” - 4:19
8. “Anything You Want, You Got It” - 6:57
9. “Waiting on a Miracle” - 5:03
10. “I Like to Rock” - 3:15
11. “Roller” - 4:40
12. “All Over Town” - 3:22
13. “Before the Dawn” (Brian Greenway) - 4:40
14. “Oowatanite” - (Jim Clench) - 4:27

## Formación
- Myles Goodwyn - voz, guitarra y coros
- Brian Greenway - guitarra y coros
- Gary Moffet - guitarra y coros
- Steve Lang - bajo y coros
- Jerry Mercer - batería y coros